# 由伊大輔
由伊 大輔（ゆい だいすけ、10月17日 - ）は、日本の漫画家。埼玉県出身。血液型はO型。

## 来歴
2006年ごろから漫画のアシスタントと並行して原稿の持ち込みを開始。2010年、『FlexComixブラッド』に掲載された『けもツキ!〜狐猫娘騒乱記〜』でデビューする。2011年4月、『月刊ドラゴンエイジ』（富士見書房）5月号より「異種族ラブコメディ」作品『ぺろわん! -早くシなさい! ご主人さま♪-』の連載を開始。同作が由伊の初連載作品となる。
2012年12月12日より『COMIC メテオ』にて、精霊と男性高校生によるドタバタコメディ『温泉幼精ハコネちゃん』の連載を開始。同作は2015年10月にテレビアニメ化されている。
2017年6月、『少年ジャンプ+』（集英社）にて弓道少女を主人公としたラブコメディ『弓塚いろはは手順が大事!』の連載を開始。2020年1月からは、同アプリサイトにてゴルフ少女を描いたスポーツ作品『おひさまバーディー』の連載を開始。

## 作品リスト

### 連載
- ぺろわん！ -早くシなさい！ ご主人さま♪-（『月刊ドラゴンエイジ』2011年5月号[3] - 2012年11月号）
- 温泉幼精ハコネちゃん（『COMIC メテオ』2012年12月12日[2] - 2014年4月9日配信、2015年7月1日より再配信）
- 鳩子さんとラブコメ（原作：鈴木大輔、キャラクター原案：nauribon、『エイジプレミアム』2013年1月号 - 2013年6月号）
- 弓塚いろはは手順が大事!（『少年ジャンプ+』2017年6月13日[6] - 2018年9月18日）
- おひさまバーディー（『少年ジャンプ＋』2020年1月26日[7] - 2020年8月9日）
- プロゴルファーの俺が妹のパターに転生してしまった件（『WEBコミックガンマぷらす』2021年4月23日 - 2024年6月18日）
- 私より強い男と結婚したいの 清楚な美人生徒会長（実は元番長）の秘密を知る陰キャ（実は彼女を超える最強のヤンキー）（原作：高橋びすい、キャラクターデザイン：Nagu、キャラクター原案：水平線、『コミックNewtype』2022年3月19日 - 連載中）

### 読み切り
- けもツキ！〜狐猫娘騒乱記〜（『FlexComixブラッド』2010年[2]）
- 『黄昏乙女×アムネジア』のアンソロジー寄稿作品（原作：めいびい、『黄昏乙女×アムネジア×アンソロジー』2012年[9]）
- トモコさんはお見通し♥（『まんがライフMOMO』2014年9月号）
- 『トリアージX』のアンソロジー寄稿作品（原作：佐藤ショウジ、『トリアージX コミックアンソロジー トリビュートX』2015年[10]）
- 弓塚さんは今日も的外れ（『少年ジャンプ＋』2016年12月29日）

### 書籍
- 『ぺろわん！ -早くシなさい！ ご主人さま♪-』、富士見書房〈ドラゴンコミックスエイジ〉2011年 - 2012年、全3巻
- 『温泉幼精ハコネちゃん』、フレックスコミックス〈メテオCOMICS〉2013年 - 2014年、全2巻
- 『鳩子さんとラブコメ』、原作：鈴木大輔、キャラクター原案：nauribon、富士見書房〈ドラゴンコミックスエイジ〉2013年、全1巻
- 『弓塚いろはは手順が大事!』、集英社〈ジャンプ・コミックス+〉2017年 - 2018年、全4巻
- 『おひさまバーディー』、集英社〈ジャンプ コミックス〉2020年、全2巻
- 『プロゴルファーの俺が妹のパターに転生してしまった件』、竹書房〈バンブーコミックス〉2021年 - 2024年、全4巻
- 『私より強い男と結婚したいの 清楚な美人生徒会長（実は元番長）の秘密を知る陰キャ（実は彼女を超える最強のヤンキー）』、原作：高橋びすい、キャラクターデザイン：Nagu、キャラクター原案：水平線、、KADOKAWA〈角川コミックス・エース〉2022年 - 、既刊4巻（2024年12月10日現在）

## 活動
2013年3月、大学マンガ研究会の有志により運営される情報サイト「東京マンガラボ」が開設され、由伊のインタビューが掲載。
2015年12月16日、東京都の阿佐ヶ谷ロフトAにてメテオCOMICSの創刊3周年記念イベント「メテオナイト2015」が行われ、そこで実施された座談会に由伊も参加。

## アシスタント歴
- 影崎由那[13]